# Hericiaceae
Hericiaceae es una familia de hongos del orden Russulales, tiene 4 géneros y 16 especies. El género Hericium tiene especies valoradas por sus propiedades medicinales, en la medicina oriental. Es un hongo que se produce en zonas templadas, son saprofitos. Las especies de esta familia suelen tener cuerpos fructíferos con clavijas, espinas o dientes colgando del himenio .